# Lamezia Terme
Lamezia Terme est une ville italienne d'environ 70 340 habitants,  de la province de Catanzaro en Calabre. 
C'est la troisième commune de la Calabre pour la population et la septième pour extension. Elle est issue de la fusion de trois anciennes communes (Nicastro, Sambiase et Sant'Eufemia Lamezia) qui forment aujourd'hui ses principaux quartiers. Elle accueille également l'Aéroport international de Lamezia Terme.

## Géographie
Lamezia Terme est située sur le bord de la côte de la mer Tyrrhénienne au centre de la Calabre, avant le Golfe de Sainte-Euphémie.

## Histoire
Administrativement, Lamezia Terme est une agglomération assez récente. La commune a en effet été fondée le 4 janvier 1968 à partir des territoires de trois communes auparavant indépendantes et qui sont aujourd'hui des quartiers propres de Lamezia (Nicastro, Sambiase, Sant'Eufemia Lamezia).
- La zone archéologique de Terina, ancienne colonie grecque
- L'Abbaye bénédictine de Sant'Eufemia
- Le Château normand-souabe de Nicastro
- Le Bastion de Malte

## Évolution démographique
Habitants recensés

## Transport

### Transport routier
Lamezia Terme est liée avec les routes européennes E45 et E848, à travers l'autoroute A2.

### Transport ferroviaire
La ville est desservie par la ligne reliant la Calabre au reste de l'Italie, et par celle permettant de communiquer entre les côtes Tyrrhénienne et Ionienne.

### Transport aérien
Lamezia Terme accueille le principal aéroport calabrais, qui fut construit en juin 1976 et qui est aujourd'hui l'un des plus importants aéroports du sud de l'Italie.

## Administration
| Période                                  | Période       | Identité          | Étiquette     | Qualité |
| ---------------------------------------- | ------------- | ----------------- | ------------- | ------- |
| 4 avril 2005                             | 12 avril 2010 | Giovanni Speranza | Centre gauche |         |
| 12 avril 2010                            | En cours      | Giovanni Speranza | Centre gauche |         |
| Les données manquantes sont à compléter. |               |                   |               |         |

## Sport
La ville dispose de plusieurs installations sportives, parmi lesquelles le Stade Guido D'Ippolito, qui accueille la principale équipe de football de la ville, le Vigor Lamezia.